# Popowka Kalikinskaja
Popowka Kalikinskaja (ros. Поповка Каликинская) – wieś w Rosji, w rejonie wożegodskim obwodu wołogodzkiego. W 2010 r. liczyła 8 mieszkańców.